# Педро-Агуїрре-Серда (комуна)
Педро-Агуїрре-Серда (ісп. Pedro Aguirre Cerda) — комуна в Чилі. Одна з міських комун міста Сантьяго. Входить до складу провінції Сантьяго і Столичного регіону.

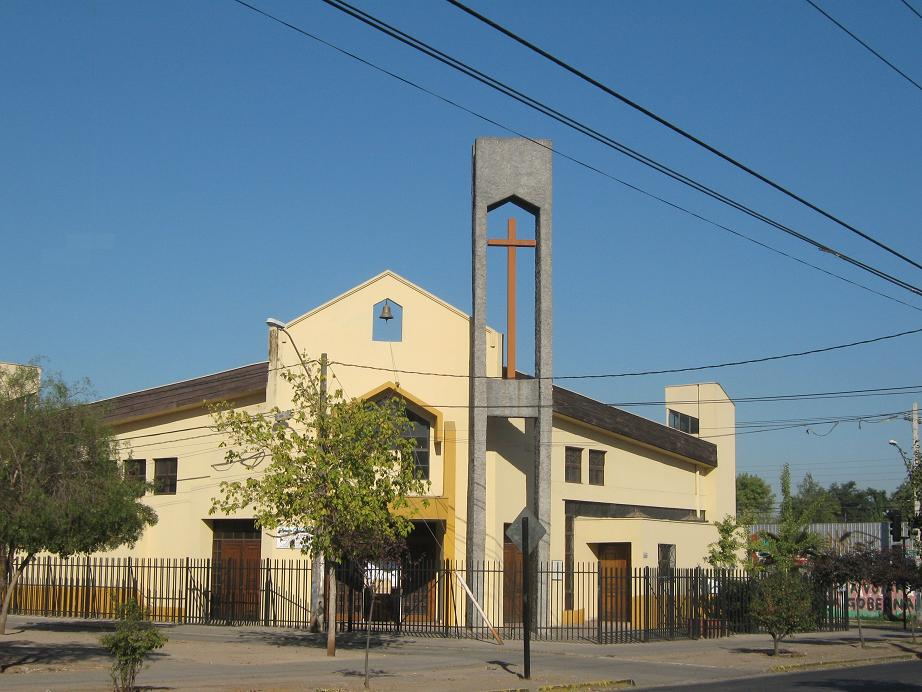
Прихід Святого Луки

Територія — 10 км². Чисельність населення — 101 174 мешканців (2017). Щільність населення — 10 117,4 чол./км².

## Розташування
Комуна розташована на південному заході міста Сантьяго.
Комуна межує:
- на півночі - з комунами Сантьяго, Естасьйон-Сентраль
- на сході — з комуною Сан-Мігель
- на півдні - з комуною Ло-Еспехо
- на заході — з комуною Серрильйос